# .aq
.aq je vrhovna internetska domena (country code top-level domain - ccTLD) za Antarktiku. Domenom upravlja 2Day Internet Limited.

## Vanjske poveznice
- IANA .aq whois informacija  Arhivirana inačica izvorne stranice od 16. svibnja 2008. (Wayback Machine)